# 大药碱茅
大药碱茅（学名：Puccinellia macranthera）为禾本科碱茅属下的一个种。

## 扩展阅读
- 維基物種上的相關：大药碱茅